# Trogloiulus boldorii
Trogloiulus boldorii är en mångfotingart som beskrevs av Manfredi 1940. Trogloiulus boldorii ingår i släktet Trogloiulus och familjen kejsardubbelfotingar. Inga underarter finns listade i Catalogue of Life.